# Sylvie Vartan
Sylvie Vartan, nom de naixement: Sylvie Georges Vartanian (búlgar: Силви Жорж Вартанян;), nascuda el 15 d'agost del 1944 a Iskrets, Sofia), és una actriu i cantant francesa d'origen búlgar i armeni.
Es va traslladar a França amb els seus pares i el seu germà al desembre del 1952. Va fer el seu debut com a actriu en la pel·lícula del 1964, Patate. Tot i concentrar la seva carrera com a cantant, Vartan també ha aparegut en diverses pel·lícules.
A l'edat de 21 anys, el 1965, es va casar amb el cantant de Rock i Pop francès Johnny Hallyday. Junts van tenir un fill, David Hallyday, que seguint la tradició familiar també s'ha convertit en un cantant. Johnny Hallyday i Sylvie Vartan van ser els "socis de moda" de la seva generació a França, atraient constantment l'atenció de la premsa rosa. Johnny i Sylvie es van divorciar en 1980. Es va tornar a casar el 1984 amb l'empresari nord-americà Tony Scotti.
El 2005 Vartan va ser nomenada ambaixadora de bona voluntat de l'Organització Mundial de la Salut.
Els seus grans èxits com a cantant van ser amb les cançons "Panne d'Essence" (sense combustible), "Comme un Garçon" (com un noi), "J'ai un Problème, Je Crois Bien que Je T'aime" (tinc un problema, crec que t'estimo), "La Plus Belle pour Aller Danser" (la més bonica per anar a ballar) i "irrésistiblement" (irresistiblement). És important assenyalar que Sylvie, reconeguda com a bon lingüista, ha interpretat cançons en diversos idiomes. Per exemple, la seva versió italiana de "Irresistiblement" va ser un gran èxit quan la va cantar a la televisió italiana en la dècada dels 1970.
A França continua sent l'artista femenina de la seva generació amb més èxit quan edita un àlbum o fa una gira. El 2004 i el 2008 va actuar durant dues setmanes al Palais des Congrés de París. El 2009 va fer una gira per França, Japó, Turquia, Suïssa i Bèlgica.

## Filmografia
- Pod igoto (1952), de la novel·la de Ivan Vazov (Under the Yoke)
- Un clair de lune à Maubeuge (1962)
- Cherchez l'idole (1963)
- D'où viens-tu, Johnny? (1964)
- Patate (1964)
- Malpertuis (1971)
- L'ange noir (1994)
- Mausolée pour une garce (2001) (TV)
- The Missionaries (2014)

## Les seves millors cançons
Albums de la década de 1960
- 1962 : Sylvie
- 1963 : Twiste et chante
- 1964 : Sylvie a Nashville
- 1965 : A gift wrapped from Paris
- 1966 : Il y a deux filles en moi
- 1967 : 2'35 de bonheur
- 1967 : Comme un garçon
- 1968 : La Maritza